# 폴라리스쉐어

### 당신이 찾던 모든 지식, 폴라리스쉐어에서 만나다
폴라리스쉐어(Polaris Share)는 분산형 인센티브 지식 거래 서비스로 1.2억 명 유저를 지닌 폴라리스오피스 소프트웨어를 기반으로 서비스하고 있다. 폴라리스오피스에 일 10만 건의 문서가 업로드되고 있으나 실제 활용되는 비율은 채 2%가 되지 않는다. 문서나 지식이 실제 활용되고 있지 못하고 있다는 문제점을 해결하고, 수준 높은 지식 공유 활성화를 위해 폴라리스쉐어 서비스를 운영한다.

## 주요 기능 및 특징
- 좋은 글을 쓰거나 찾기만 해도 리워드가 쌓이는 큐레이션 시스템을 제공한다. 작가는 좋은 글을 쓰는 사용자라면 누구나 참여 가능하며, 자체 NFT를 소유한 홀더는 좋은 글을 찾아 투표하는 큐레이터로서 활동 가능하다.
- NFT 기반 서비스로 지식 공유에 대한 보상을 받는다. 현재 큐레이터 베타 시즌 2까지 진행했다. NFT를 보유함으로써 폴라리스쉐어 생태계로부터 POLA 코인 에어드롭을 받으며 폴라리스쉐어의 핵심 유저인 큐레이터, 거버넌스로 참여 가능하다.

## 뉴스
- 2022.07.27 폴라리스쉐어테크, 40억 투자 유치…폴라리스쉐어 서비스 활성화 탄력 -머니투데이
- 2022.09.07 폴라리스쉐어, 첫 NFT 프로젝트 민팅 물량 3분 만에 완판 -아시아경제
- 2023.01.25 코레이팅, Polaris Share 프로젝트 'BB+'로 평가 -한국경제TV